# Hautblase

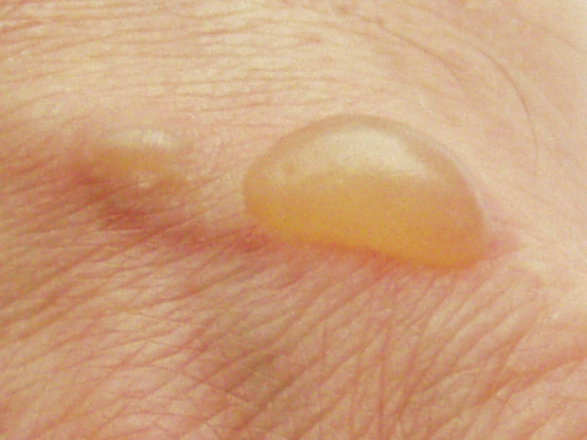
Blase bei Verbrennung zweiten Grades

Eine Hautblase oder lateinisch Bulla („Blase“, Plural Bullae) ist in der Dermatologie ein über das Hautniveau erhabener flüssigkeitsgefüllter Hohlraum, der wenigstens erbsengroß (> 5 mm) ist. Kleinere Flüssigkeitsansammlungen werden als Bläschen (Vesicula, Vesikel oder Hautbläschen) bezeichnet. Unterschieden werden subkorneale (unter der Hornschicht gelegene), intraepidermale (in der Oberhaut gelegene) und subdermale (unter der Lederhaut gelegene) Blasen. Blasen zählen zu den primären Effloreszenzen.

## Ursachen
Bullöse Hautveränderungen sind häufig Folge von chemischen oder physikalischen Noxen wie Verbrennungen (Brandblase), Erfrierungen zweiten Grades oder mechanischen Reizungen, zum Beispiel bei scheuernden Schuhen. Durch das Ablösen von einer oder mehreren Hautschichten (hauptsächlich Hornhaut, Oberhaut und Lederhaut) als Folge einer der oben genannten äußeren Einwirkungen entsteht eine Hautblase. Dieser entstandene Hohlraum in der Haut wird mit Gewebsflüssigkeit gefüllt, was die Wundheilung fördert sowie in gewissem Maße zum Schutz der Verletzung beiträgt. Die Gewebsflüssigkeit im Inneren einer Blase besteht aus Wasser und Proteinen. Eine Blase bildet sich nicht sofort. Es können bis zu sechs Stunden vergehen. Auch Infektionen (zum Beispiel das bullöse Erysipel) oder Autoimmunerkrankungen wie Pemphigus vulgaris können sich in einer Blasenbildung zeigen.

## Behandlung
In der Regel soll die Hautblase nicht aufgestochen werden, da die geweitete Haut die Wunde gut schützt. Sollte die Blase sich jedoch unter der Fußsohle befinden, kann man sie mit einer sterilen Nadel aufstechen, damit sie schneller heilt. Die Blase ist danach mit einem großen Pflaster, beispielsweise einem Blasenpflaster, abzudecken, um Infektionen zu vermeiden.